# Mariusz Jop
Mariusz Jop [ˈmarjuʂ ˈjɔp] (n. 3 august 1978 în Ostrowiec Świętokrzyski) este un fotbalist polonez retras din activitate care a jucat pe postul de fundaș. Este triplu câștigător al Ekstraklasa.

## Cariera
Jop și-a început cariera la KSZO Ostrowiec Świętokrzyski. El a câștigat Ekstraklasa cu Wisła Cracovia în sezoanele 2000-2001, 2002-2003 și 2003-2004. În timp ce juca la FC Moscova a devenit primul polonez care a înscris un gol în Prima Ligă Rusă. La FC Moscova a jucat cele mai multe meciuri din cariera sa ca fotbalist, și anume 86, marcând și patru goluri. Pe 11 iulie 2009 Jop a revenit la Wisła Cracovia, el rămânând liber de contract în urma despărțirii de FC Moscova. La data de 18 noiembrie 2011 Mariusz Jop și-a anunțat retragerea din activitatea de fotbalist.

## Carieră la națională
A debutat la echipa națională de fotbal a Poloniei pe 30 aprilie 2003, într-un meci cu Belgia. Jop a fost selectat inclus în lotul de 23 de la turneul final al Campionatului Mondial de Fotbal 2006 din Germania, unde a jucat într-un singur meci în grupe, pierdut de polonezi în fața Ecuadorului. El a fost, de asemenea, inclus în lotul Poloniei la Euro 2008, jucând într-un meci din grupă împotriva Austriei. S-a retras de la națională în 2008, adunând 27 de selecții.

## Statistici
Sursă:
| Club                   | Sezon          | Ligă           | Campionat | Campionat | Cupă    | Cupă   | European Cups | European Cups | Total   | Total  |
| Club                   | Sezon          | Ligă           | Meciuri   | Goluri    | Meciuri | Goluri | Meciuri       | Goluri        | Meciuri | Goluri |
| ---------------------- | -------------- | -------------- | --------- | --------- | ------- | ------ | ------------- | ------------- | ------- | ------ |
| KSZO Ostrowiec         | 1995–1996      | I Liga         | 7         | 0         | –       | –      | –             | –             | 7       | 0      |
| KSZO Ostrowiec         | 1996–1997      | I Liga         | 16        | 0         | –       | –      | 16            | 0             |         |        |
| KSZO Ostrowiec         | 1997–1998      | Ekstraklasa    | 31        | 1         | 1       | –      | –             | 32            | 1       |        |
| KSZO Ostrowiec         | 1998–1999      | I Liga         | 24        | 2         | 1       | 0      | –             | –             | 25      | 2      |
| Wisła Kraków           | 1999–2000      | Ekstraklasa    | 13        | 2         | 8       | 1      | –             | –             | 21      | 3      |
| Wisła Kraków           | 2000–2001      | Ekstraklasa    | 1         | 0         | 0       | 0      | 0             | 0             | 1       | 0      |
| Widzew Łódź (împrumut) | 2000–2001      | Ekstraklasa    | 15        | 0         | –       | –      | –             | –             | 15      | 0      |
| Widzew Łódź (împrumut) | 2001–2002      | Ekstraklasa    | 11        | 2         | 1       | 0      | –             | –             | 12      | 2      |
| Wisła Kraków           | 2001–2002      | Ekstraklasa    | 7         | 0         | 8       | 1      | –             | –             | 15      | 1      |
| Wisła Kraków           | 2002–2003      | Ekstraklasa    | 23        | 2         | 8       | 2      | 10            | 0             | 41      | 4      |
| Wisła Kraków           | 2003–2004      | Ekstraklasa    | 16        | 2         | 1       | 0      | 7             | 0             | 24      | 2      |
| FC Moscova             | 2004           | Premier Liga   | 15        | 3         | 1       | 0      | –             | –             | 16      | 3      |
| FC Moscova             | 2005           | Premier Liga   | 27        | 1         | 2       | 0      | –             | –             | 29      | 1      |
| FC Moscova             | 2006           | Premier Liga   | 9         | 0         | 2       | 0      | 1             | 0             | 12      | 0      |
| FC Moscova             | 2007           | Premier Liga   | 9         | 0         | 3       | 0      | –             | –             | 12      | 0      |
| FC Moscova             | 2008           | Premier Liga   | 23        | 0         | 2       | 0      | 3             | 0             | 28      | 0      |
| FC Moscova             | 2009           | Premier Liga   | 3         | 0         | 0       | 0      | –             | –             | 3       | 0      |
| Wisła Kraków           | 2009–2010      | Ekstraklasa    | 12        | 0         | 2       | 0      | 1             | 0             | 15      | 0      |
| Górnik Zabrze          | 2010–2011      | Ekstraklasa    | 23        | 0         | 2       | 0      | –             | –             | 25      | 0      |
| Total                  | KSZO Ostrowiec | KSZO Ostrowiec | 78        | 3         | 2       | 0      | –             | –             | 80      | 3      |
| Total                  | Widzew Łódź    | Widzew Łódź    | 26        | 2         | 1       | 0      | –             | –             | 27      | 2      |
| Total                  | FK Moskwa      | FK Moskwa      | 86        | 4         | 10      | 0      | 4             | 0             | 100     | 4      |
| Total                  | Wisła Kraków   | Wisła Kraków   | 72        | 6         | 27      | 4      | 18            | 0             | 117     | 10     |

## Titluri

### Wisła Cracovia
- Ekstraklasa: 2000-01, 2002-03, 2003-04
- Cupa Poloniei: 2001-02, 2002-03

## Legături externe
- Profilul jucătorului la 90minut.pl (poloneză)
- Mariusz Jop la pzpn.pl Arhivat în 2 iunie 2008, la Wayback Machine. (poloneză)